# Hauptstraße 30 (Bad Orb)

Hauptstraße 30 in Bad Orb

Das Gebäude Hauptstraße 30 ist ein geschütztes Kulturdenkmal in Bad Orb, einer Kurstadt im Main-Kinzig-Kreis in Hessen. Das Fachwerkhaus bildet zusammen mit dem benachbarten Haus Nummer 28 das Ensemble der beiden Patrizierhäusern in der Orber Hauptstraße.
Es wird angenommen, dass die oberen Fachwerkstockwerke beider Häuser 1607 auf älterem, massivem Mauerwerk aufgesetzt wurden. Eine entsprechende Jahreszahl befindet sich auf einem Stein des Hauses Hauptstraße 30.
Das spätgotische giebelständige Haus mit vier Fensterachsen besitzt einen reichen Dekor. Im ersten Obergeschoss sind Flachschnitzereien mit Masken, Ranken und Flechtbändern am Rahmen zu sehen. Im zweiten und dritten Obergeschoss besteht das Zierfachwerk aus Feuerböcken und Rauten. Die Rückseite des Hauses ist bis zum zweiten Obergeschoss massiv ausgeführt. Dort sind Fenstergewände und Gesimsreste aus Sandstein vorhanden.
In der Hauptstraße 30 befand sich das Wirtshaus Zum Braunen Hirsch, als es dort 1849 zu einer Auseinandersetzung zwischen Einwohnern und bayerischen Soldaten kam, die sich zur Unterbindung der Wilderei in der Stadt befanden. Die Soldaten konnten vertrieben werden und dieses Ereignis wird heute Orber Revolution genannt. Aber schon wenige Tage später kehrten die Soldaten mit Verstärkung zurück. Das Gasthaus besteht in der Hauptstraße 30 nicht mehr. Die Räumlichkeiten im Untergeschoss dienen heute dem Einzelhandel. Der Name Zum Braunen Hirsch findet sich gegenwärtig noch an einem Gasthof im Nachbarhaus mit der Nummer 32. Der Betrieb ist allerdings geschlossen.